# Triaenostreptus tripartitus
Triaenostreptus tripartitus är en mångfotingart som först beskrevs av Cook och Collins 1893.  Triaenostreptus tripartitus ingår i släktet Triaenostreptus och familjen Spirostreptidae. Inga underarter finns listade i Catalogue of Life.